# Días que no vuelven
Días que no vuelven es el único álbum que realizó la banda pop mexicana Grupo Play (sin contar los 2 discos especiales que contenían remixes de y entre canciones de este mismo álbum). Lanzado en 2006 en Latinoamérica, sus sencillos promocionados fueron Días que no vuelven (videoclip incluido) y Pensé. Además, el tema Amor mío es la música oficial de la versión mexicana de la telecomedia argentina Amor mío.

## Lista de canciones
| #   | Título                          |  |
| --- | ------------------------------- |  |
| 1.  | "Algo Natural"                  |  |
| 2.  | "Hora de Cambiar"               |  |
| 3.  | "Días Que No Vuelven"           |  |
| 4.  | "La Luz Que Llevas"             |  |
| 5.  | "Juntos Otra Vez                |  |
| 6.  | "Pensé"                         |  |
| 7.  | "Todos Somos Uno"               |  |
| 8.  | "Corazón Abierto"               |  |
| 9.  | "No Sé Qué Decir"               |  |
| 10. | "No Pienso Decirte Nunca Adiós" |  |
| 11. | "Amor Mío"                      |  |

- Datos: Q5320317